# عاملي ثنائي
في الرياضيات، العاملي الثنائي[بحاجة لمصدر] (بالإنجليزية: Double factorial)‏ للعدد n (يُشار إليه بـ n!! ) هو حاصل ضرب جميع الأعداد الصحيحة من 1 إلى n والتي لها نفس الزوجية (سواء كان فردي أو زوجي) تماما مثل n.
{\displaystyle n!!=\prod _{k=0}^{\left\lceil {\frac {n}{2}}\right\rceil -1}(n-2k)=n(n-2)(n-4)\cdots }
(نتيجة لهذا التعريف هي أن 0!! = 1 ، كجداء فارغ.)
لذلك ، من أجل عدد زوجي n فإن العاملي الثنائي هو:
{\displaystyle n!!=\prod _{k=1}^{\frac {n}{2}}(2k)=n(n-2)(n-4)\cdots 4\cdot 2\,,}
ومن أجل عدد فردي n، فإن :
{\displaystyle n!!=\prod _{k=1}^{\frac {n+1}{2}}(2k-1)=n(n-2)(n-4)\cdots 3\cdot 1\,.}
على سبيل المثال ، 9!! = 9 × 7 × 5 × 3 × 1 = 945 .
لا ينبغي الخلط بين العاملي الثنائي و"العاملي مرتين"، يكتب الأخير (n!)! وليس n!! .